# トーアス
トーアス株式会社（英: Toasu Co.,Ltd.）は、愛知県豊川市に本社を置く企業。食料品缶詰・清涼飲料水の開発及び受託製造を行っている。

## 主要製品
食料品缶詰
茹小豆・小倉あん・チョコレートシロップ、各種ドライパック（大豆・金時豆・スイートコーン・黒豆・ひじきなど）、マッシュルーム
チアーパック
ゼリードリンク
缶飲料
コーヒー・ウーロン茶・緑茶・紅茶・粒入りしるこ・粒入りコーンスープ・ココア・甘酒・顆粒入り清涼飲料・その他各種飲料
ペットボトル
ミルクコーヒー・緑茶・ウーロン茶・麦茶・紅茶・ミルクセーキ・その他各種飲料
レトルトパウチ
各種ドライパック（大豆・スイートコーン・黒豆・ひじき）、大豆水煮
ソフトパウチ
果汁飲料・スポーツドリンク・ゼリードリンク・各種中性飲料など

## 沿革
- 1955年（昭和30年） - 東洋アスパラガス缶詰株式会社を設立。
- 1964年（昭和39年） - 東洋アスパラガス株式会社に社名を変更。
- 1967年（昭和42年） - 農産缶詰に加え、缶飲料の製造を開始。
- 1979年（昭和54年） - 現在のトーアス株式会社に社名を変更。
- 1995年（平成7年） - 第二工場を新築し、缶飲料ラインを移設。
- 1996年（平成8年） - 第一工場内にチアーパックラインが完成。
- 1998年（平成10年） - 第一工場内にドライパック缶詰ラインが完成。また、第一工場内に500mlペットボトル無菌充填ラインが完成。
- 2004年（平成16年） - 穂ノ原工場を新築。
- 2006年（平成18年） - 岡本英次が代表取締役に就任。

## 拠点
- 本社・第一工場・第二工場 - 愛知県豊川市大崎町宮の坪58番地
- 穂ノ原工場 - 愛知県豊川市穂ノ原3丁目2-20

## その他
缶詰でできる簡単料理「缶詰でもう一品」をホームページ上で紹介している。

## 主な得意先
森永製菓、井村屋グループ、ダイドードリンコ、日本生活協同組合連合会、カゴメ、いなば食品、清水食品、伊藤園、日本サンガリアベバレッジカンパニー、コカ・コーラナショナルビバレッジ、大塚食品、イオントップバリュ、ニチロ 他